# ريتشارد جاك (رسام)
ريتشارد جاك هو رسام كندي، ولد في 15 فبراير 1866 في سندرلاند في المملكة المتحدة، وتوفي في 29 يونيو 1952 في مونتريال في كندا.